# Metall de Malotte
El metall de Malotte és un aliatge fusible que està compost per un 46 % de bismut, un 34 % d'estany i un 20 % de plom amb un punt de fusió de 95 °C.